# Veyrines-de-Domme
Veyrines-de-Domme is een gemeente in het Franse departement Dordogne (regio Nouvelle-Aquitaine) en telt 196 inwoners (1999). De plaats maakt deel uit van het arrondissement Sarlat-la-Canéda.

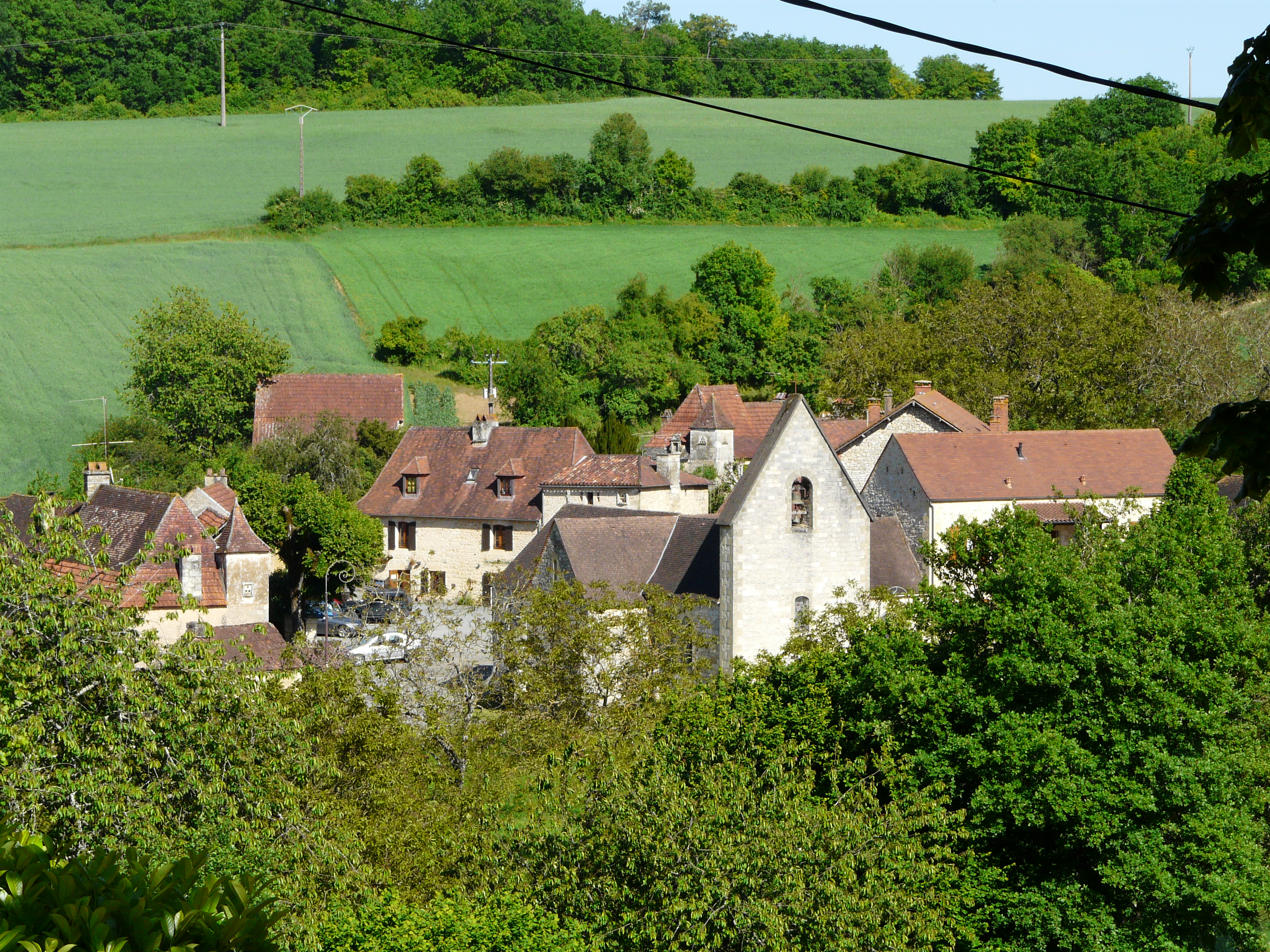
Veyrines-de-Domme
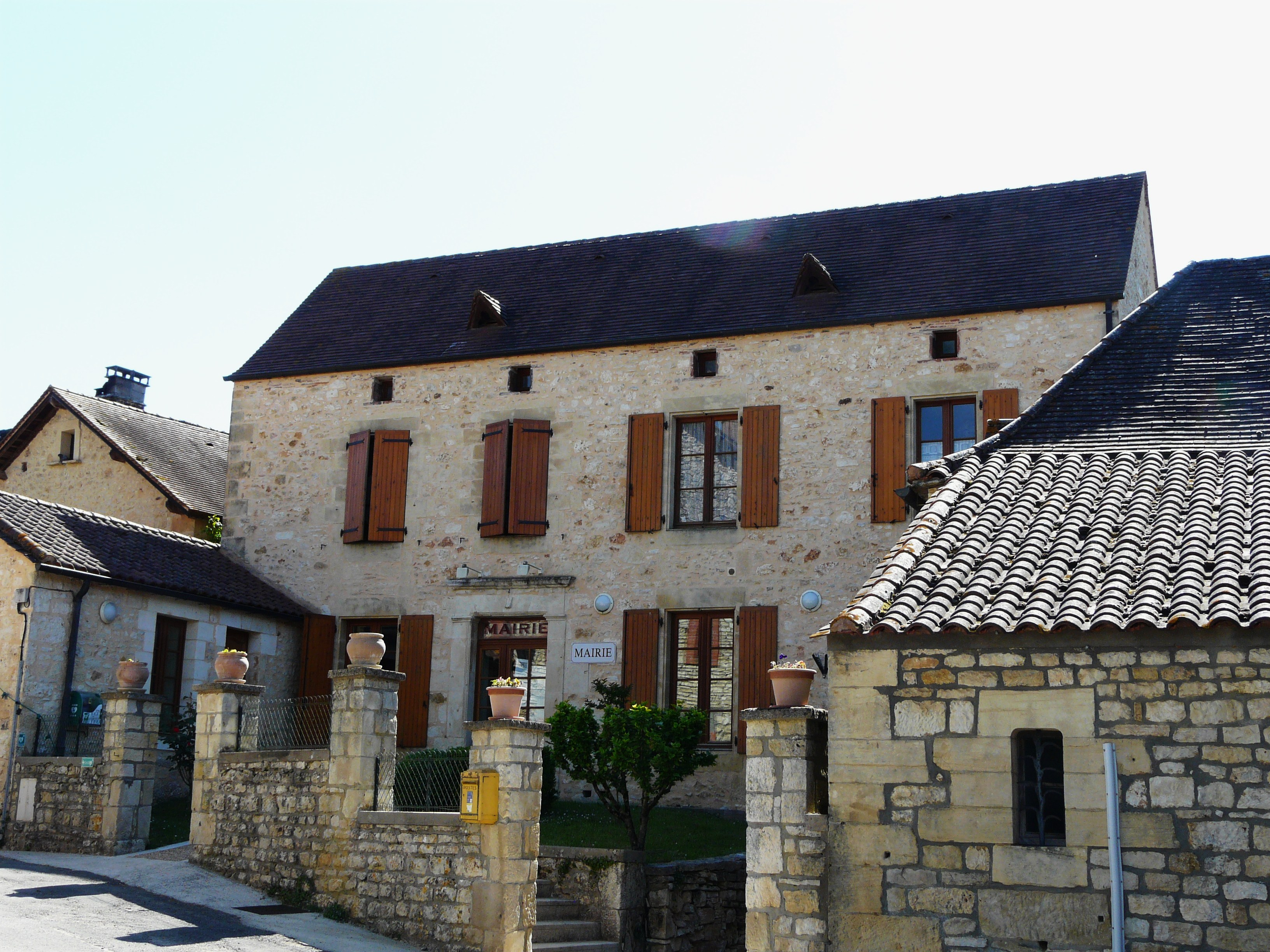
Gemeentehuis

## Geografie
De oppervlakte van Veyrines-de-Domme bedraagt 11,5 km², de bevolkingsdichtheid is 17,0 inwoners per km².
De onderstaande kaart toont de ligging van Veyrines-de-Domme met de belangrijkste infrastructuur en aangrenzende gemeenten.

## Demografie
Onderstaande figuur toont het verloop van het inwonertal (bron: INSEE-tellingen).